# 陈军 (1969年)
陈军（1969年10月—），河南舞阳人，中华人民共和国官员。1988年3月参加工作，1997年9月加入中共。四川省工商管理学院工商管理专业在职研究生学历。

## 简历
2007年5月，任西藏自治区党委组织部办公室主任；2011年12月，任中共山南地委委员、组织部部长。
2014年2月，任中共拉萨市委常委、组织部部长；2016年1月，任中共拉萨市委副书记、组织部部长；2016年11月，任中共拉萨市委副书记、组织部部长、市委党校校长。2017年4月，任中共昌都市委副书记、昌都市市长。